# Melampo Cinematografica
La Melampo Cinematografica è una casa di produzione cinematografica italiana, costituita nel 1991 da Roberto Benigni e Nicoletta Braschi. 
Dal 1994 si unisce stabilmente a loro Elda Ferri e collabora a tutti i progetti cinematografici.
Per Nicoletta Braschi è stato determinante l'incontro con gli indipendenti americani Sara Driver e Jim Jarmusch, autori registi e produttori, che l'hanno spinta a fondare la sua casa di produzione indipendente insieme a Roberto Benigni. Per Nicoletta Braschi questo significa "la piena libertà di gestire autonomamente ogni scelta estetica".
All'azienda ha lavorato come amministratore delegato Gianluigi Braschi, fratello di Nicoletta, fino alla sua morte sopraggiunta nel 2008 a 45 anni.

## Filmografia
- Il mostro di Roberto Benigni (in coproduzione con la Francia) (1994)
- La vita è bella di Roberto Benigni (1997)
- Asterix & Obelix contro Cesare (Astérix et Obélix contre César) di Claude Zidi (in coproduzione con la Francia) (1999)
- Pinocchio di Roberto Benigni (2002)
- La tigre e la neve di Roberto Benigni (2005)

## Teatro
- Tuttobenigni 95/96 di Roberto Benigni
- Tutto Dante di Roberto Benigni

## Televisione
- Dante: Inferno e Paradiso - Roberto Benigni recita la Divina Commedia trasmesso da Tele + (2001) e da Rai Uno (2004)
- La più bella del mondo trasmesso da Rai 1 (2012)
- I dieci comandamenti trasmesso da Rai 1 (2014)
- Francesco il cantico su Paramount+ (2023)
- Il sogno trasmesso da Rai 1 (2025)